# 長唇溝鯊屬
長唇溝鯊屬（学名：Aulohalaelurus）是猫鲨科的一屬。

## 物种
所包括的物种如下：
- 太平洋長唇溝鯊 Aulohalaelurus kanakorumSéret, 1990
- 黑斑長唇溝鯊 Aulohalaelurus labiosus Waite, 1905